# العلاقات النرويجية الباهاماسية
العلاقات النرويجية الباهاماسية هي العلاقات الثنائية التي تجمع بين النرويج وباهاماس.

## مقارنة بين البلدين
هذه مقارنة عامة ومرجعية للدولتين:
| وجه المقارنة                                              | النرويج                                                   | باهاماس      |
| --------------------------------------------------------- | --------------------------------------------------------- | ------------ |
| المساحة (كم2)                                             | 385.21 ألف                                                | 13.88 ألف    |
| عدد السكان (نسمة)                                         | 5.33 مليون                                                | 395.36 ألف   |
| الكثافة السكانية (ن./كم²)                                 | 13.84                                                     | 28.48        |
| العاصمة                                                   | أوسلو                                                     | ناساو        |
| اللغة الرسمية                                             | بوكمول، لغات السامي، نينوشك، اللغة النرويجية              | لغة إنجليزية |
| العملة                                                    | كرونة نروجية                                              | دولار بهامي  |
| الناتج المحلي الإجمالي (بليون دولار)                      | 398.83 مليار                                              | 12.16 مليار  |
| الناتج المحلي الإجمالي (تعادل القوة الشرائية) بليون دولار | 322.23 مليار                                              | 8.92 مليار   |
| الناتج المحلي الإجمالي الاسمي للفرد دولار أمريكي          | 74.40 ألف                                                 | 22.82 ألف    |
| الناتج المحلي الإجمالي للفرد دولار أمريكي                 | 65.61 ألف                                                 |              |
| مؤشر التنمية البشرية                                      | 0.944                                                     | 0.790        |
| رمز المكالمات الدولي                                      | +47                                                       | +1242        |
| رمز الإنترنت                                              | .no                                                       | .bs          |
| المنطقة الزمنية                                           | ت ع م+01:00، ت ع م+02:00، توقيت وسط أوروبا، أوروبا/أوسلو ‏ | 00           |

## منظمات دولية مشتركة
يشترك البلدان في عضوية مجموعة من المنظمات الدولية، منها:
| علم المنظمة | اسم المنظمة                               | تاريخ انضمام النرويج | تاريخ انضمام باهاماس |
| ----------- | ----------------------------------------- | -------------------- | -------------------- |
|             | مؤسسة التنمية الدولية                     | 24 سبتمبر 1960       | 23 يونيو 2008        |
|             | يونسكو                                    | 4 نوفمبر 1946        | 23 أبريل 1981        |
|             | وكالة ضمان الاستثمار متعدد الأطراف        | 9 أغسطس 1989         | 4 أكتوبر 1994        |
|             | الأمم المتحدة                             | 27 نوفمبر 1945       | 18 سبتمبر 1973       |
|             | الفريق المعني برصد الأرض                  | ?                    | ?                    |
|             | الاتحاد البريدي العالمي                   | ?                    | ?                    |
|             | البنك الدولي للإنشاء والتعمير             | 27 ديسمبر 1945       | 21 أغسطس 1973        |
|             | الاتحاد الدولي للاتصالات                  | 1866                 | 19 أغسطس 1974        |
|             | منظمة حظر الأسلحة الكيميائية              | ?                    | ?                    |
|             | مؤسسة التمويل الدولية                     | 20 يوليو 1956        | 8 ديسمبر 1986        |
|             | المركز الدولي لتسوية المنازعات الاستشارية | 15 سبتمبر 1967       | 18 نوفمبر 1995       |
|             | منظمة الشرطة الجنائية الدولية             | ?                    | ?                    |

## وصلات خارجية
- موقع وزارة الخارجية النرويجية